# Heinz Julius Mackenthun
Heinz Julius Mackenthun, eigentlich Heinrich Wilhelm Julius Mackenthun (* 5. Oktober 1884 in Räber, Landkreis Uelzen; † 17. Oktober 1941 in Schmalkalden) war ein deutscher Unternehmer und Politiker (DDP).

## Leben
Heinz Julius Mackenthun war gelernter Elektrotechniker, erhielt eine akademische Ausbildung und ging einer kaufmännischen Tätigkeit nach. Er war Inhaber der Norddeutschen Handelsgesellschaft, Mackenthun & Co. in Lamspringe, eines Zuliefererunternehmens für die elektrotechnische Industrie im In- und Ausland. Daneben führte er als Inhaber und Direktor die Niedersachsenwerke AG, welche Porzellan und elektrische Bedarfsartikel herstellte und verwertete. 1925 fusionierten beide Unternehmen zur Hannoverschen Porzellanfabrik & Metallwerk AG, die 1934 ihren Betrieb einstellen musste. Darüber hinaus war Mackenthun Eigentümer eines Lamspringener Elektrizitätswerkes und Landwirt. Ab 1927 lebte er in Holzminden.
Nach dem Ersten Weltkrieg trat Mackenthun in die Deutsche Demokratische Partei ein und wurde Bezirksvorsitzender der Partei im Regierungsbezirk Hildesheim. Daneben war er Senator und Mitglied des Magistrates der Gemeinde Lamspringe. Im Februar 1921 wurde er als Abgeordneter in den Preußischen Landtag gewählt, wo er den Wahlkreis 15 Ost-Hannover vertrat. Während seiner parlamentarischen Tätigkeit nahm er von 124 Abstimmungen lediglich an sieben teil, versäumte 46 unentschuldigt und war bei weiteren 71 als erkrankt gemeldet. Aufgrund seiner Pflichtverletzung drängte ihn die DDP-Landtagsfraktion auf Betreiben des zweiten Fraktionsvorsitzenden Walther Schreiber zur Aufgabe seines Mandates, das er, nach vorangegangener Ablehnung seinerseits, am 22. Januar 1924 niederlegte. Für ihn rückte Mathilde Drees ins Parlament nach.